# Секст Квінтілій Кондіан (консул 180 року)
Секст Квінтілій Максим (лат. Sextus Quintilius Maximus; ? — 182) — державний та військовий діяч Римської імперії, консул 180 року.

## Життєпис
Походив з роду Квінтіліїв з Александрії Троади. Син Секста Квінтілія Валерія Максима, консула 151 року. 
Упродовж 177-179 років був легатом у Нижній Панонії. У 180 році став консулом разом з Луцієм Фульвієм Русцієм Гаєм Бруттієм Презентом. Секст Квінтілій страчений імператором Коммодом у 182 році зі своїми родичами.